# Rosa Pérez

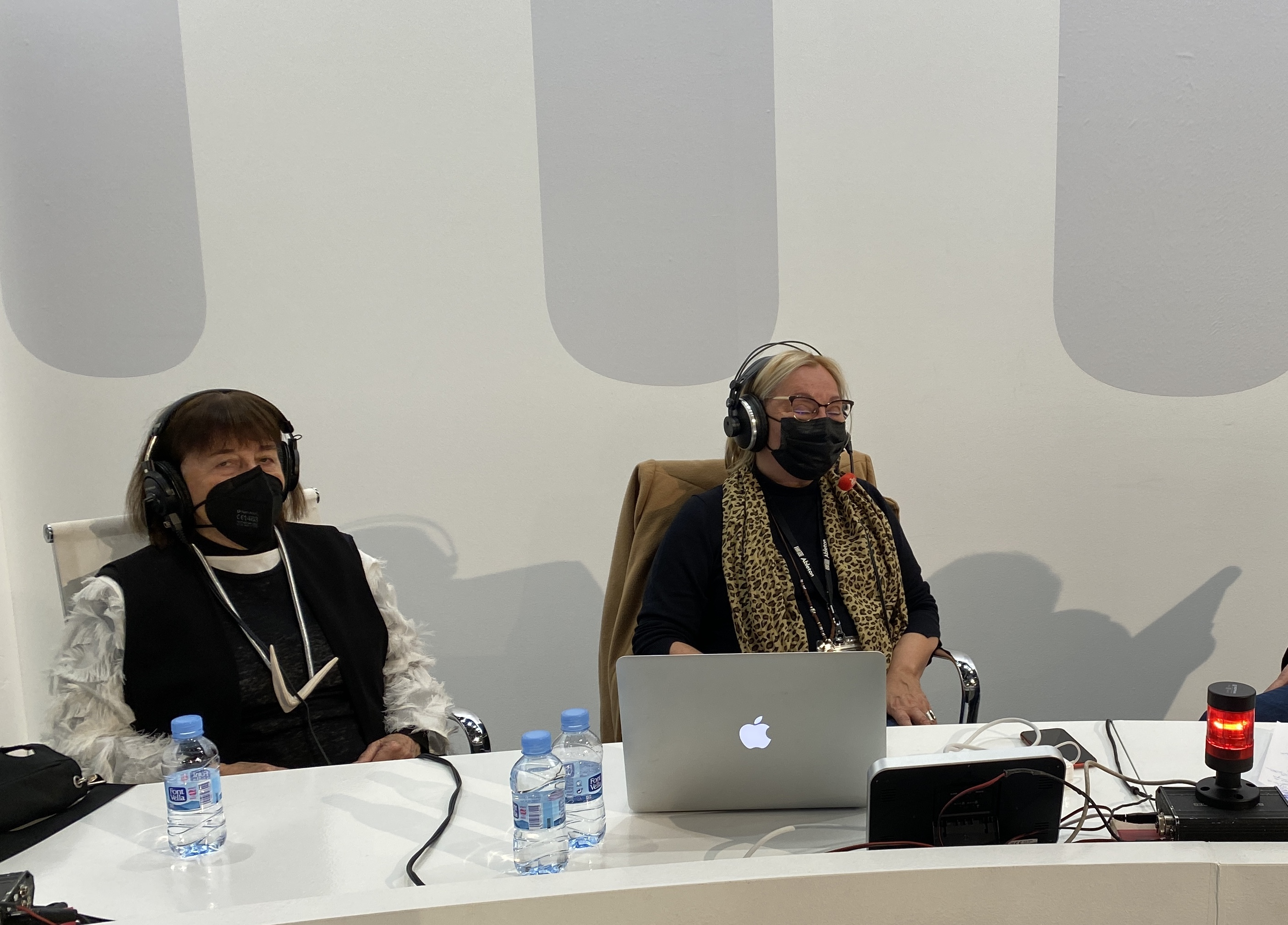
Entrevista a la artista Marisa González en ARCO 2022

Rosa Pérez Vicente es una periodista cultural española experta en arte y música y directora y presentadora del programa de Radio Nacional de España RNE "Fluido Rosa" sobre música y arte contemporáneo. Mención Especial Observatorio de la Cultura 2024. Premio de Honor Mario Pacheco en la X edición de los Premios MIN 2018. 

## Trayectoria profesional
Pérez comenzó su etapa profesional en la radio en 1982. Magazine FM, Secuencias, Música es Tres o Fluido Rosa son algunos de los programas que han marcado su trayectoria profesional sobre música y propuestas artísticas del extrarradio de la creación y que se han asentado en el panorama cultural de España.
Ha colaborado en revistas como Boogie, Ruta 66 o Rock de Luxe, como asesora musical y como guionista en el programa Metrópolis de La 2.
Forma parte de la Asociación Mujeres en las Artes Visuales y del colectivo internacional de mujeres de la creación electrónica Female:Pressure y ha participado en el proyecto ROJAVA con la inclusión de un tema a favor de las mujeres del Kurdistán Sirio, presentado en el MUSAC y en el Museo Nacional Centro de Arte Reina Sofía de Madrid.
En la actualidad dirige Fluido Rosa en Radio 3, en donde se hace eco de las diferentes disciplinas artísticas dentro de la plástica y la creación musical y que sirve como soporte difusor de los jóvenes creadores. Fluido rosa, es una revista sobre música y creación plástica contemporánea. Es pionera en el uso de las nuevas tecnologías, y mantiene una página en la red que se renueva todas las semanas con los contenidos de cada programa, por donde pasan los creadores de la cultura visual nacional e internacional, los espacios expositivos, museos, salas, galerías, los colectivos, etc.
Pérez moderó la cuarta jornada del foro de debates sobre la cultura digital del siglo XXI de Cultura16: Arte digital y tecnológico realizada en el Museo del Prado en el año 2016 en la que participaron Marcel-li Antúnez, especializado en performance mecatrónica e instalaciones robóticas, Marisa González, artista multimedia en relación sistemática con las tecnologías, Carlos TMori, artista audiovisual y gestor cultural y Marina Núñez, artista, productora electrónica y digital de la imagen.
Es la creadora de "Galería Virtual" en donde los artistas y creadores pueden aportar y participar en ella: el uso de Internet como herramienta expresiva, como vía de expresión de nuevas formas y encuentro de las emociones humanas de la época actual.
Además es también directora del programa Taller de Arte de RNE Radio Clásica, y promotora del concurso internacional Broadcasting Art junto a instituciones museísticas y de producción artística. Ha colaborado con el Museo de arte contemporáneo de Castilla y León MUSAC, ha comisariado el ciclo Concertados de música y visuales en el Centro de arte contemporáneo CAB de Burgos y ha realizado programas en directo desde centros de arte como el CGAC (Santiago de Compostela), el EACC (Castellón), el CCCB y el Centro de Arte Santa Mónica (Barcelona), Espacio IniciArte (Sevilla), la Feria Estampa (Madrid) o el Centro de Arte La Panera (Lleida) entre otros.